# Gottfried von Erdmannsdorff
Gottfried Heinrich von Erdmannsdorff (Kamenz, 25 april 1893 - Minsk, 30 januari 1946) was een Duitse officier en Generalmajor  tijdens de Tweede Wereldoorlog. Hij was ook een veroordeelde oorlogsmisdadiger.

## Leven

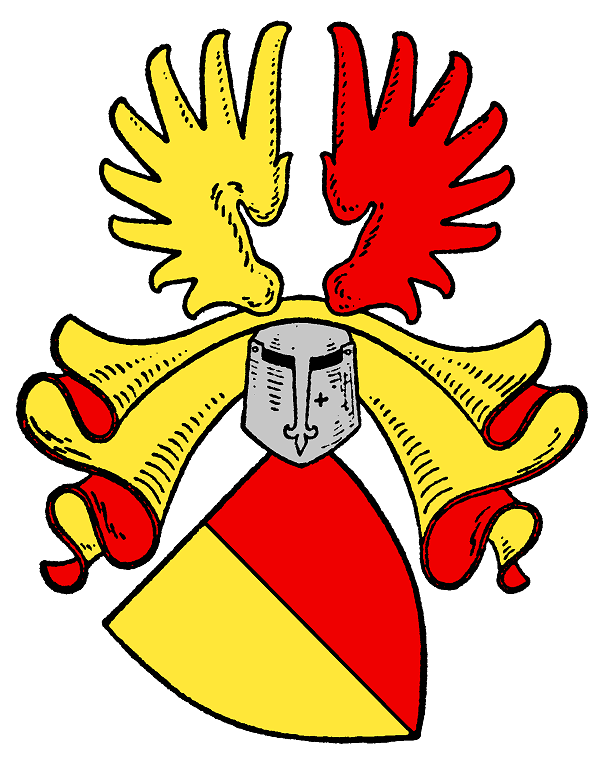
Wappen van Erdmannsdorff.

Op 25 april 1893 werd Gottfried von Erdmannsdorff geboren in Kamenz. Hij was de zoon van een Koninklijk Saksisch hoge ambtenaar en Rittmeister a. D. Heinrich von Erdmannsdorff (1852) en zijn echtgenote Gertrud, (geboortenaam von Schönberg) (1865) van het huis Kreipitzsch. Zijn oudere broer was de General der Infanterie Werner von Erdmannsdorff.
Op 8 februari 1913 trad Erdmannsdorff als Fähnrich in dienst van het Saksisch leger. Hij werd geplaatst in het 2. Königlich Sächsische Jäger-Bataillon Nr. 13 in Dresden. Vanaf mei 1913 tot januari 1914 zat hij op de Kriegsschule (militaire school) in Hannover. Na de terugkeer naar zijn bataljon, werd hij op 24 februari 1914 bevorderd tot Leutnant.

### Eerste Wereldoorlog
Tijdens de uitbraak van de Eerste Wereldoorlog, trok Erdmannsdorff als compagnieofficier in de 1e compagnie met zijn Stammeinheit te velde. Op 29 november 1914 raakte hij aan het westfront gewond, en werd naar een veldhospitaal gebracht. Na zijn genezing in november 1914, werd Erdmannsdorff geplaatst bij het Ersatz-Jäger-Bataillon 13. Op 22 december 1914 werd hij met het 2. Königlich Sächsischen Jäger-Bataillon Nr. 13 weer ingezet aan het front. Vanaf 5 augustus 1916 was hij geplaatst bij de staf van het Jäger-Regiments zu Pferde Nr. 7. Vanaf 15 januari 1917 was Erdmannsdorff weer terug bij het 2. Königlich Sächsischen Jäger-Bataillon Nr. 13, en werd ingezet als compagniecommandant. Als pelotonscommandant werd hij op 7 augustus 1917 overgeplaatst naar het Reserve-Jäger-Bataillon 26. Op 2 augustus 1917 werd Erdmannsdorff bevorderd tot Oberleutnant. Vanaf 12 december 1917 nam hij voor een korte tijd de functie van plaatsvervangend regimentsadjudant van het Jäger-Regiments zu Pferde Nr. 7. Hierna werd Erdmannsdorff op 15 januari 1918 benoemd tot adjudant van het Reserve-Jäger-Bataillon 26. Op 3 juni raakte hij voor de tweede maal gewond. Na zijn genezing, volgde op 20 augustus 1918 zijn overplaatsing naar het Ersatz-Jäger-Bataillon 13. En een maand daarop, werd hij weer voor een verwonding in het Jäger-Regiment zu Pferde Nr. 7 geplaatst, waar hij als regimentsadjudant ingezet werd. Op 10 januari 1919 keerde Erdmannsdorff terug naar zijn Stammeinheit, het 2. Königlich Sächsische Jäger-Bataillon Nr. 13. Die zich in het proces van demobilisatie bevond. 

### Interbellum
Hierna trad hij op 25 februari 1919 als compagniecommandant in dienst van het Freikorps Grenzjäger-Abteilung 1. Deze eenheid ging tijdens de opbouw van de voorlopige Reichswehr, op 31 mei 1919 op in het Reichswehr-Grenz-Jäger-Regiment 23, en Erdmannsdorff bleef dienst doen als compagniesofficier.
Met de verdere inkrimping van het Deutsches Heer en de oprichting van de Reichswehr, was Erdmannsdorff vanaf 1 januari 1921 actief als ordonnansofficier in de staf van het 10. (Sächsisches) Infanterie-Regiment. Na zijn bevordering tot Hauptmann op 1 april 1925, diende hij vanaf 1 mei 1925 als chef van de 16e compagnie, en vanaf 1 oktober 1927 als chef van de 6e compagnie. Op 31 maart 1933 werd Erdmannsdorff ontslagen uit de militaire dienst.
Op 1 april 1934 werd hij weer gereactiveerd (Schwarzer Reichswehr), en benoemd tot commandant van het 3e bataljon van het Infanterie-Regiment Kolberg. In deze functie werd Erdmannsdorff op 1 mei 1934 bevorderd tot Major. En op 1 oktober bevorderd tot Oberstleutnant. Vanaf 15 oktober 1935 werd het regiment hernoemd in het Infanterie-Regiment 4. Op 10 november 1938 werd hij benoemd tot commandant van Erfurt, een functie die ook tijdens de uitbraak van de Tweede Wereldoorlog tot 10 september 1939 vervulde. Op 1 juni 1939 werd Erdmannsdorff bevorderd tot Oberst.

### Tweede Wereldoorlog
Op 10 september 1939 werd Erdmannsdorff tijdens de Poolse Veldtocht naar de Generale Staf van het 14. Armee  (14e Leger) gecommandeerd, deze stond onder het bevel van de opperbevelhebber Wilhelm List. Vanaf 1 november 1939 was hij benoemd tot commandant van het Infanterie-Regiments 171  (171e Infanterieregiment). Met dit regiment nam hij als Oberst deel aan de slag om Frankrijk in het voorjaar van 1940. En in juni 1941 deel aan operatie Barbarossa, toen was het regiment onderdeel van de 56. Infanterie-Division  (56e Infanteriedivisie). Het opereerde in de sector van de Heeresgruppe Süd, en later in die van de Heeresgruppe Mitte, en voerde beveiligingstaken in het achterhoede gelegen legergebied uit. Op 14 februari 1942 werd Erdmannsdorff onderscheiden met het Duitse Kruis in goud. Kort hierna werd hij op 20 maart 1942 onderscheiden met het Ridderkruis van het IJzeren Kruis. Vanaf 1 december 1942 werd hij mit der Führung beauftragt (m. d. F. b.) (vrije vertaling: met het leiderschap belast) van de Divisie Nr. 465, tijdens zijn waarneming werd Erdmannsdorff tegelijk bevorderd tot Generalmajor. De divisie was gestationeerd Frankrijk, en werd later verplaatst naar het Wehrkreis V  (5e militaire district). In maart 1944 gaf hij het commando weer over aan Generalleutnant Kurt Hoffmann. Vanaf 19 maart 1944 werd hij geplaatst in het Führerreserve, en vervolgens gedetacheerd naar de Heeresgruppe Mitte. Waar hij op 1 april 1944 benoemd werd tot commandant van de vesting Mogilew. De stad werd eind juni 1944 samen met de 12. Infanterie-Division  (12e Infanteriedivisie) onder de leiding van de Generalleutnant Rudolf Bamler tijdens operatie Bagration omsingeld en na zware gevechten ingenomen door het Rode Leger.
Op 28 juni 1944 raakte Erdmannsdorff in Russisch krijgsgevangenschap.

## Na de oorlog, proces en terechtstelling
Hoewel de generaal zich identificeerde met de doelstellingen van de Deutsche Offizier Bund, en mede-ondertekenaar van de oproep van de 50 Generale an Volk und Wehrmacht, werd hij op tal van punten aangeklaagd door een Sovjet-tribunaal in de loop van de proces van Minsk.
Tenlastelegging: de deportatie van 10.000 mensen, de vernietiging van dorpen, scholen en kerken, en het neerschieten van mensen die niet in staat waren om te werken tijdens de bouw van vestingwerken. Het gebruik van mensen als levende obstakels en de organisatie van drie bloedige strafmaatregelen tegen vreedzame burgers onder de vermomming van vechtende partizanen en de oprichting van kampen waarin veel mensen omkwamen.
Na een showproces voor een Sovjet militair rechtbank, waarin het vonnis van tevoren werd bepaald, werd hij op verschillende beschuldigingen ter dood veroordeeld. Na passend "voorbereidend werk", zoals gebruikelijk is in dergelijke processen in de Sovjet-Unie, "bekende" hij de daden waarvan hij werd beschuldigd. Op 30 januari 1946 werd het vonnis in het openbaar uitgevoerd door ophanging op de renbaan van Minsk.

## Militaire carrière
- Generalmajor: 1 december 1942[2][3]
- Oberst: 1 juni 1939[2][3]
- Oberstleutnant: 1 oktober 1936[2][3]
- Major: 1 mei 1934[2][3]
- Hauptmann: 1 april 1925[2][3][9]
- Oberleutnant: 2 augustus 1917[2][3]
- Leutnant: 24 februari 1914[2][3]
- Fähnrich: 8 februari 1913[2][3]

## Onderscheidingen
- Ridderkruis van het IJzeren Kruis op 20 maart 1942 als Oberst en Commandant van het 171e Infanterieregiment[2][6][10]
- Duitse Kruis in goud op 14 februari 1942 als Oberst  en Commandant van het 171e Infanterieregiment[2][6][10]
- IJzeren Kruis 1914, 1e Klasse (21 oktober 1916[2]) en 2e Klasse (5 oktober 1914[2])
- Herhalingsgesp bij IJzeren Kruis 1939, 1e Klasse (24 mei 1940[2][10]) en 2e Klasse (13 mei 1940[2][10])
- Gewondeninsigne 1918 in zilver op 2 juli 1918[2]
- Erekruis voor Frontstrijders in de Wereldoorlog op 30 december 1934[2]
- Medaille Winterschlacht im Osten 1941/42[2][10]
- Ridder der Tweede Klasse in de Orde van Burgerlijke Verdienste (Saksen) met Zwaarden[11] op 12 januari 1918[2]
- Ridder der Tweede Klasse in de Albrechtsorde met Zwaarden[11] op 17 juli 1915[2]
- Dienstonderscheiding van Leger en Marine, 1e Klasse op 7 februari 1938[2][10]
- Preußisches Kriegsverdienstkreuz[11] op 11 september 1917[2]
- Preußisches Ehrenkreuz III. Klasse mit Schwertern[11] op 25 mei 1915[2]